# Aleksandr Kulikov
Aleksandr Kulikov (en rus Александр Куликов) (Leningrad, 24 de maig de 1960) fou un ciclista soviètic, que combinà tant la ruta com la pista. Del seu palmarès destaca la medalla de plata al Campionat del món de persecució per equips de 1981.

## Palmarès
- 1982
  - Vencedor d'una etapa a la Volta a Sotxi
- 1983
  - Vencedor d'una etapa a la Setmana Ciclista Bergamasca